# Hildrun Claus
Hildrun Laufer-Claus (Dresda, 13 maggio 1939) è un'ex lunghista tedesca.

## Biografia
Nel 1960 prese parte come membro della Squadra Unificata Tedesca ai Giochi olimpici di Roma conquistando la medaglia di bronzo nel salto in lungo.
Nel 1962 sposò l'astista Peter Laufer e ai Giochi olimpici di Tokyo 1964 gareggiò con il cognome del marito concludendo in settima posizione.
Fu sette volte campionessa nazionale della Germania Est nel salto in lungo dal 1957 al 1962 e nel 1964 e stabilì tre record del mondo nella medesima specialità tra il 1960 e il 1961.
In seguito a un incidente nel 1995 fu costretta in sedia a rotella a causa di una paraplegia.

## Record nazionali
- Salto in lungo:
  - 6,40 m  ( Erfurt, 7 agosto 1960)
  - 6,42 m  ( Berlino Est, 23 giugno 1961)

## Palmarès
| Anno | Manifestazione  | Sede  | Evento         | Risultato | Prestazione | Note |
| ---- | --------------- | ----- | -------------- | --------- | ----------- | ---- |
| 1960 | Giochi olimpici | Roma  | Salto in lungo | Bronzo    | 6,21 m      |      |
| 1964 | Giochi olimpici | Tokyo | Salto in lungo | 7ª        | 6,24 m      |      |

## Campionati nazionali
- 7 volte campionessa tedesca orientale del salto in lungo (1957-1962 e 1964)